# Konstantin Airich
Konstantin Airich (* 4. November 1978 in Zelinograd, Kasachische SSR, Sowjetunion) ist ein ehemaliger deutsch-kasachischer Profiboxer im Schwergewicht.

## Amateurkarriere
Airich boxte in der Saison 2005/06 in der 1. Deutschen Bundesliga und wurde 2006 Deutscher Meister im Superschwergewicht, nachdem er im Finale vorzeitig gegen Erkan Teper gewonnen hatte.

## Profikarriere
Airich wurde bei Arena Box-Promotion Profi und gewann sein Debüt im Januar 2007. Er blieb in zehn Kämpfen ungeschlagen, siegte dabei unter anderem gegen Raymond Ochieng und erreichte ein Unentschieden gegen Oleksij Masikin. Im Mai 2008 verlor er in einem umstrittenen Kampfverlauf durch TKO in der siebenten Runde gegen den Briten Danny Williams. Williams wurde im Kampfverlauf nicht unumstritten dreimal angezählt und zweimal mit Punktabzug bestraft, zudem beendete Airichs Promoter Ahmet Öner eigenmächtig und vorzeitig die sechste Runde, nachdem sein Boxer in Bedrängnis geraten war. In der siebenten Runde war es ebenfalls Öner, der den Kampf durch Werfen des Handtuchs vorzeitig beendete, obwohl er nicht zum Team der Ring-Ecke seines Boxers gehörte, was eigentlich einen Regelverstoß darstellte.
In den folgenden Jahren erreichte er eine durchwachsene Bilanz. So besiegte er beispielsweise Furkat Tursunow (Kampfbilanz: 25-4), Alexander Kahl (15-5) sowie Lucian Bot (14-0) und verlor gegen Ondřej Pála (22-2), Gbenga Oluokun (17-5) und Tye Fields (45-4).
Den Höhepunkt seiner Karriere erreichte er Ende 2011 bis Anfang 2012. So besiegte er am 14. Oktober 2011 Varol Vekiloğlu (18-2) durch KO in der ersten Runde und wurde dadurch IBF-Intercontinental-Champion, zudem siegte er am 9. März 2012 in einem Rückkampf durch TKO in der neunten Runde gegen Ondřej Pála (30-2) und wurde dadurch WBO-European-Champion. Im Mai 2012 verlor er dann einstimmig gegen Odlanier Solís (17-1).
Im Anschluss bestritt er bis zu seinem Karriereende im September 2016 noch 17 Kämpfe, von denen er 13 verlor. Er war dabei unter anderem Aufbaugegner von Wjatscheslaw Hlaskow, Mahmoud Charr, Christian Hammer, Anthony Joshua, Mariusz Wach, Tom Schwarz, Adrian Granat, Alexander Ustinow, Sergei Kusmin, Krzysztof Zimnoch und Robert Helenius.

## Liste der Profikämpfe
| Jahr | Tag           | Ort                                                      | Gegner               | Ergebnis für Airich       |
| ---- | ------------- | -------------------------------------------------------- | -------------------- | ------------------------- |
| 2007 | 25. Januar    | Palalido, Mailand, Italien                               | Mihaly Farkas        | Sieg/TKO 1. Runde         |
| 2007 | 10. Februar   | Grand Elysée Hotel, Hamburg, Deutschland                 | Tomáš Mrázek         | Sieg/TKO 2. Runde         |
| 2007 | 9. März       | Arena-Gym, Hamburg, Deutschland                          | Waleri Meyerson      | Sieg/TKO 2. Runde         |
| 2007 | 24. April     | Arena-Gym, Hamburg, Deutschland                          | Ergin Solmaz         | Sieg/TKO 5. Runde         |
| 2007 | 16. Juni      | Atatürk Spor Salonu, Ankara, Türkei                      | Adnan Serin          | Sieg/KO 5. Runde          |
| 2007 | 6. Juli       | Arena-Gym, Hamburg, Deutschland                          | Ergin Solmaz         | Sieg/TKO 5. Runde         |
| 2007 | 21. September | Hansehalle, Lübeck, Deutschland                          | Raymond Ochieng      | Sieg/KO 2. Runde          |
| 2007 | 23. Dezember  | Maritim Hotel, Halle (Saale), Deutschland                | Turhan Altunkaya     | Sieg/RTD 2. Runde         |
| 2008 | 14. März      | Zenith, München, Deutschland                             | Olexij Masikin       | Unentschieden/8 Runden    |
| 2008 | 26. April     | Spor Salonu, Trabzon, Türkei                             | Andrij Oleinyk       | Punktsieg/8 Runden        |
| 2008 | 30. Mai       | Pabellón Lasesarre, Barakaldo, Spanien                   | Danny Williams       | Niederlage/TKO 7. Runde   |
| 2008 | 27. September | Genesis, Wusterhusen, Deutschland                        | Václav Cihlar        | Sieg/KO 1. Runde          |
| 2008 | 18. November  | Kugelbakehalle, Cuxhaven, Deutschland                    | Furkat Tursunow      | Punktsieg/8 Runden        |
| 2009 | 6. März       | Kugelbakehalle, Cuxhaven, Deutschland                    | Ondřej Pála          | Punktniederlage/8 Runden  |
| 2009 | 18. September | Gran Casino, Castellón de la Plana, Spanien              | Juri Lunew           | Sieg/KO 1. Runde          |
| 2009 | 24. Oktober   | Kugelbakehalle, Cuxhaven, Deutschland                    | Cisse Salif          | Punktsieg/8 Runden        |
| 2010 | 23. Januar    | Kugelbakehalle, Cuxhaven, Deutschland                    | Olexij Masikin       | Unentschieden/8 Runden    |
| 2010 | 9. April      | Arena, Schwerin, Deutschland                             | Alexei Warakin       | Sieg/TKO 1. Runde         |
| 2010 | 4. Juni       | Karl-Eckel-Halle, Hattersheim am Main, Deutschland       | Alexander Kahl       | Sieg/TKO 2. Runde         |
| 2010 | 11. September | Bitterfeld, Deutschland                                  | Derdar Uysal         | Sieg/TKO 1. Runde         |
| 2010 | 12. November  | HanseDom, Stralsund, Deutschland                         | Gbenga Oluokun       | Niederlage/TKO 4. Runde   |
| 2011 | 7. Mai        | Alexandra Palace, London, Vereinigtes Königreich         | Lucian Bot           | Punktsieg/3 Runden        |
| 2011 | 7. Mai        | Alexandra Palace, London, Vereinigtes Königreich         | Tye Fields           | Niederlage/KO 1. Runde    |
| 2011 | 14. Oktober   | Obertraubling, Deutschland                               | Varol Vekiloğlu      | Sieg/KO 1. Runde          |
| 2012 | 9. März       | Atatürk Spor Salanou, Tekirdağ, Türkei                   | Ondřej Pála          | Sieg/TKO 9. Runde         |
| 2012 | 19. Mai       | Convention Center, Pharr, USA                            | Odlanier Solís       | Punktniederlage/12 Runden |
| 2012 | 8. September  | Olimpijski, Moskau, Russland                             | Wjatscheslaw Hlaskow | Punktniederlage/10 Runden |
| 2012 | 21. Dezember  | Maritim Hotel, Köln, Deutschland                         | Mahmoud Charr        | Niederlage/KO 1. Runde    |
| 2014 | 11. April     | Universal Hall, Berlin, Deutschland                      | Christian Hammer     | Punktniederlage/10 Runden |
| 2014 | 26. April     | Museum Zinkhütter Hof, Aachen, Deutschland               | Ergin Solmaz         | Sieg/TKO 3. Runde         |
| 2014 | 30. Mai       | EnergieVerbund Arena, Dresden, Deutschland               | Marcel Gottschalk    | Sieg/TKO 6. Runde         |
| 2014 | 26. Juli      | Kipsala Exhibition Centre, Riga, Lettland                | Denis Bachtow        | Punktniederlage/8 Runden  |
| 2014 | 13. September | Phones 4u Arena, Manchester, Vereinigtes Königreich      | Anthony Joshua       | Niederlage/TKO 3. Runde   |
| 2015 | 19. Juni      | Hala Widowiskow-Sportowa, Ostrowiec Świętokrzyski, Polen | Mariusz Wach         | Niederlage/TKO 6. Runde   |
| 2015 | 11. Juli      | GETEC Arena, Magdeburg, Deutschland                      | Tom Schwarz          | Punktniederlage           |
| 2015 | 28. August    | Patinoarul Dunarena, Bukarest, Rumänien                  | Adrian Granat        | Niederlage/TKO            |
| 2015 | 11. Oktober   | Shiraz Eventhalle, Herne, Deutschland                    | Robert Filipovic     | Sieg/TKO                  |
| 2015 | 31. Oktober   | Circus, Krywyj Rih, Ukraine                              | Andriy Rudenko       | Niederlage/TKO            |
| 2015 | 12. Dezember  | VTB Arena, Moskau, Russland                              | Alexander Ustinow    | Niederlage/KO 5. Runde    |
| 2016 | 26. Februar   | Stadthalle, Offenbach am Main, Deutschland               | Robert Filipovic     | Punktsieg                 |
| 2016 | 8. April      | Krylia Sovetov, Moskau, Russland                         | Sergei Kusmin        | Niederlage/TKO            |
| 2016 | 28. Mai       | Szczecin, Polen                                          | Krzysztof Zimnoch    | Niederlage/TKO 4. Runde   |
| 2016 | 10. September | Baltic Hall, Mariehamn, Finnland                         | Robert Helenius      | Niederlage/KO 1. Runde    |